# Pedro DeBrito
Pedro Gomes DeBrito (ur. 25 maja 1959 w São Nicolau, zm. 5 lipca 2014 w Miami) – amerykański piłkarz z pochodzenia Republiki Zielonego Przylądka grający na pozycji obrońcy, pomocnika i napastnika, reprezentant kraju.

## Kariera piłkarska
Pedro DeBrito urodził się w Republice Zielonego Przylądka jako syn Johna i Angeliny. W wieku 9 lat wyjechał z rodziną do Portugalii, a wieku 15 lat wyjechał do Stanów Zjednoczonych. Po ukończeniu szkoły rozpoczął studia na University of Connecticut, gdzie grał w drużynie uniwersyteckiej Connecticut Huskies, dla którego w latach 1978–1981 strzelił 43 gole oraz zaliczył 59 asyst. W 1981 roku po zwycięstwie w finale 2:1 nad drużyną Alabama A&M zdobył mistrzostwo Mistrzostwo NCAA, oraz także w 1980 i 1981 roku został wybrany do Drużyny Gwiazd NCAA. W 1999 roku został włączony do Galerii Sław Sportu uniwersytetu, a w 2000 roku do Galerii Sław Piłki Nożnej.
W 1981 roku został zawodnikiem klubu ligi NASL – Tampa Bay Rowdies, w którym w sezonie 1982 wystąpił w 29 meczach ligowych, w których strzelił 2 gole, oraz został ogłoszonym Odkryciem Roku NASL. W latach 1981–1984 grał w halowej drużynie klubu, dla którego rozegrał 25 meczów ligowych, w których strzelił 10 goli. W sezonie 1983 reprezentował barwy Team America, dla którego rozegrał 19 meczów ligowych. Dnia 26 kwietnia 1984 roku wraz z Refikiem Koziciem został zawodnikiem New York Cosmos, w którym grał do 1985 roku, występując w 23 meczach i strzelając 2 gole w lidze NASL oraz 32 mecze i 12 goli w lidze MISL.
Dnia 10 września 1985 roku został zawodnikiem Dallas Sidekicks, z którym w sezonie 1986/1987 po zwycięstwie w finale 4:3 nad Tacomą Stars zdobył mistrzostwo MISL. W klubie występował do 1988 roku w 83 meczach ligowych, w których strzelił 42 gole. Następnie w latach 1987–1989 reprezentował barwy Wichity Wings, gdzie zastąpił Godfreya Ingrama (68 meczów, 12 goli w lidze). W 1989 roku reprezentował barwy klubu ligi ASL – Albany Capitals, a w sezonie 1989/1990 reprezentował barwy Wichity Wings (40 meczów, 2 gole w lidze). W 1990 roku DeBrito wrócił do Dallas Sidekicks, w którym do 1991 roku rozegrał 46 meczów i strzelił 13 goli w lidze MISL. Dnia 2 grudnia 1992 roku został zawodnikiem klubu ligi NPSL – Detroit Rockers, gdzie w 1993 roku po rozegraniu 23 meczów i strzeleniu 13 goli w lidze zakończył piłkarską karierę.
Łącznie w lidze NASL rozegrał 71 meczów i strzelił 4 gole, a w lidze MISL rozegrał 269 meczów i strzelił 81 goli.
Potem wrócił do Portugalii, by potem znów wrócić do Miami, gdzie grał w amatorskich klubach piłkarskich.

## Kariera reprezentacyjna
Pedro DeBrito jedyny mecz w reprezentacji Stanów Zjednoczonych rozegrał dnia 8 kwietnia 1983 roku na Estadio Sylvio Cator w Port-au-Prince, w którym jego drużyna towarzysko wygrała 2:0 z reprezentacją Haiti.

## Kariera trenerska
Pedro DeBrito po zakończeniu kariery piłkarskiej rozpoczął karierę trenerską. W 1999 roku był trenerem drużyny uniwersyteckiej Oliver-Wolcott Technical High School – Boys Varsity.

## Sukcesy

### Connecticut Huskies
- Mistrzostwo NCAA: 1981

### Dallas Sidekicks
- Mistrzostwo MISL: 1987

### Indywidualne
- Drużyna Gwiazd NCAA: 1980, 1981
- Odkrycie Roku NASL: 1982

## Życie prywatne
Pdero DeBrito miał pięć sióstr: Verę, Fernandę, Valerianę, Angelę i Marię. Jego młodszy brat, John również był piłkarzem. Dnia 3 lipca 2014 roku w Miami jadąc do pracy w Drew Estate Cigar Company zderzył się z drzewem i został natychmiast przewieziony do szpitala, gdzie dnia 5 lipca 2014 roku w wyniku licznych obrażeń zmarł.